# Operation Charly
Operation Charly (spanisch: Operación Charly) war eine nachrichtendienstliche Operation des argentinischen Heeres, der US Army und der CIA in Zusammenarbeit mit diversen Streitkräften zentralamerikanischer Staaten im so genannten schmutzigen Krieg von 1977 bis ca. 1985. Dabei wurde die so genannte französische Doktrin, die bereits im Algerienkrieg zur Anwendung gekommen war, von Argentinien nach Zentralamerika (Guatemaltekischer Bürgerkrieg, Salvadorianischer Bürgerkrieg, Contra-Krieg) übertragen.

## Die „argentinische“ Methode
Die militärische und nachrichtendienstliche argentinische Unterstützung zentralamerikanischer Regierungen begann mit der nicaraguanischen Revolution 1977–1979, als die argentinische Militärdiktatur Militärspezialisten zur Unterstützung der Regierung von Anastasio Somoza Debayle nach Nicaragua entsandte.
Fünf Monate nach dem Sturz Somoza Debayles bot der argentinische Juntaführer General Roberto Eduardo Viola im November 1979 in Bogotá/Kolumbien kurz vor der 13. Tagung der Amerikanischen Armeen eine Koordination lateinamerikanischer Streitkräfte gegen linksgerichtete Aufständische an. Im Kontext des so genannten Viola-Plans dehnte Argentinien seine Unterstützung bei der Aufstandsbekämpfung auf Guatemala, El Salvador und Honduras aus.
Im Dezember 1981 stellte der neue argentinische Juntaführer Leopoldo Galtieri in Miami ein überarbeitetes Koordinationskonzept vor. Ziel war die Schaffung einer gemeinsamen lateinamerikanischen Militärstreitkraft unter argentinischer Führung im Kampf gegen den globalen Kommunismus. Daran sollte auch die US Army beteiligt werden. Geplant war unter anderem eine Landung in El Salvador, die Vertreibung der dortigen Aufständischen nach Honduras und ihre dortige Vernichtung sowie ein Einfall in Nicaragua, um die regierende Sandinistische Junta zu stürzen.
Das dafür vorgesehene Personal stammte aus der Operation Condor. Nach Angaben der US-amerikanischen Journalistin Martha Honey war das Ziel der Export so genannter „Techniken zur sozialen Kontrolle“. Zu diesen Counterinsurgencymethoden gehörten die systematische Anwendung der Folter, der Einsatz von Todesschwadronen sowie die Technik des Verschwindenlassens von Personen.
Diese Methoden waren nach Recherchen der französischen Journalistin Marie Monique Robin von französischen Militärausbildern bzw. US-amerikanischen Partnern aufgrund der Erfahrungen in der Schlacht von Algier wie generell dem Algerienkrieg argentinischen Militärs vermittelt worden. Nach Noam Chomsky wurden ab 1979 geheime argentinische Militärausbildungszentren in Panama, Costa Rica, El Salvador, Honduras, Guatemala und Nicaragua errichtet.

## Nicaragua
Bereits 1977 hatten argentinische Militärs in Managua anlässlich einer Konferenz der Amerikanischen Armeen Somoza Debayle und der Guardia Nacional de Nicaragua (GN) unbegrenzte Unterstützung gegen die „Frente Sandinista“ zugesagt, woraufhin Mitglieder der GN zur Ausbildung an argentinische Polizei- und Militärakademien entsandt wurden. Zusätzlich wurden Berater und Waffen nach Nicaragua entsandt. Angeblich wurde die „Argentinische Methode“ auch in Nicaragua angewandt. Nach der Einstellung der US-amerikanischen Militärhilfe für die Regierung Somoza Debayles wurde Argentinien neben Israel, Brasilien und der Republik Südafrika zum wichtigsten Waffenlieferanten des nicaraguanischen Präsidenten.
Im Rahmen dieser Unterstützung operierten 1978 in Nicaragua auch Angehörige des argentinischen 601. Aufklärungsbataillons sowie des SIDE (Secretaria de Inteligencia de Estado = Staatliches Nachrichtensekretariat) in Zusammenarbeit mit dem nicaraguanischen OSN (Oficina de Seguridad Nacional = Büro für nationale Sicherheit). Hintergrund war unter anderem der Umstand, dass auf Seiten der Sandinisten auch Argentinier aus verschiedenen linken Gruppierungen wie den Montoneros kämpften.
Nach dem Sturz Somoza Debayles waren die argentinischen Ausbilder am Aufbau der nicaraguanischen Contras in Guatemala und Honduras beteiligt. Angehörige des Batallón de Inteligencia 601 trainierten in Lepaterique an der honduranisch-nicaraguanischen Grenze in Zusammenarbeit mit honduranischen Sicherheitskräften Contra-Einheiten. In Absprache mit CIA-Direktor William J. Casey wurden die Contras über Argentinien logistisch und finanziell unterstützt.

## Honduras
Eine Schlüsselfigur in der Operation Charly war der honduranische General Gustavo Adolfo Álvarez Martínez, der sowohl am argentinischen Colegio Militar de la Nación als auch an der School of the Americas in der Panamakanalzone ausgebildet worden war und 1979 die „Fuerza de Seguridad Publica“ (FUSEP), die dem Verteidigungsministerium unterstehenden Staatspolizei, kommandierte. Álvarez bot sowohl der CIA als auch den Argentiniern Honduras als Basis für den Kampf gegen die Sandinistische Junta in Nicaragua an.
Die argentinische Unterstützung der Contras erlitt durch die Niederlage Argentiniens im Falklandkrieg einen Rückschlag; 1984 wurden die meisten Ausbilder aus Honduras abgezogen. Mit argentinischer und CIA-Hilfe baute Álvarez das Bataillon 316 auf, eine Eliteeinheit zur Aufstandsbekämpfung. Angeblich wurden durch das Bataillon in den 1980er Jahren 184 Personen umgebracht, einschließlich Lehrern, Politikern und Gewerkschaftsführern.

## El Salvador
Die argentinische Unterstützung für das Militär in El Salvador während des salvadorianischen Bürgerkriegs bestand hauptsächlich in Waffenlieferungen und nachrichtendienstlicher Tätigkeit, die der Verhinderung von sandinistischen Waffentransporten an die salvadorianische Guerilla diente.

## Guatemala
Die Zusammenarbeit zwischen argentinischen Militärs und guatemaltekischen Sicherheitskräften während des Guatemaltekischen Bürgerkriegs war besonders intensiv während der Präsidentschaft von General Fernando Romeo Lucas García. Im Oktober 1981 wurden die Beziehungen formalisiert und 200 guatemaltekische Offiziere nach Buenos Aires zur Ausbildung in Vernehmungstechniken entsandt.
In Guatemala selbst arbeiteten Angehörige des 601. Aufklärungsbataillons direkt mit paramilitärischen Todesschwadronen der Regierung Lucas García zusammen. Dabei spielte die technologische Unterstützung eine bedeutende Rolle bei der Entdeckung konspirativer Wohnungen in Guatemala-Stadt. Mit Hilfe israelischer Computertechnik und Software war es den Argentiniern möglich, den Wasser- und Stromverbrauch der Stadt zu analysieren und die klandistinen Unterkünfte zu identifizieren. Dadurch konnte ein geheimes Netzwerk der ORPA (Organización del Pueblo in Armas = Organisation des Volkes in Waffen) zerschlagen werden.
Argentinische Militärberater waren 1981 auch an Operationen der guatemaltekischen Armee in den Departamentos Huehuetenango und Quiché beteiligt, bei denen in der so genannten Operation Ceniza (Spanisch: ceniza = Asche) die Taktik der verbrannten Erde angewandt wurde.

## Film und Fernsehen
- Escadrons de la mort – l´école française – Todesschwadronen – wie Frankreich Folter und Terror exportierte (F 2003, Regie: Marie-Monique Robin), ausgestrahlt auf ARTE, 8. September 2004.